# B.O.A.T.S. II: Me Time
Albums de 2 Chainz
Based on a T.R.U. Story
(2012)
Singles
1. Feds Watching
Sortie : 4 juin 2013
2. Used 2
Sortie : 18 septembre 2013

B.O.A.T.S. II: Me Time (stylisé B.O.A.T.S. II #METIME) est le deuxième album studio de 2 Chainz, sorti le 10 septembre 2013.
L'album s'est classé 2e au Top Rap Albums, 2e au Top R&B/Hip-Hop Albums et 3e au Billboard 200.
Le titre We Own It (Fast & Furious) figure sur la bande originale du film Fast and Furious 6.

## Liste des titres
| No  | Titre | Contient un (des) sample(s) de                   | Durée |
| --- | --- | ------------------------------------------------ | ----- |
| 1.  | Fork (Produit par Mike Will Made It et P-Nasty)                                                             |                                                  | 3:47  |
| 2.  | 36 (Produit par Tommy Brown)                                                                                |                                                  | 1:28  |
| 3.  | Feds Watching (featuring Pharrell Williams – Produit par Pharrell Williams)                                 |                                                  | 4:10  |
| 4.  | Where U Been? (featuring Cap.1 – Produit par Mike Will Made It et Marz)                                     | The Dance of the Witches de John Williams        | 3:50  |
| 5.  | I Do It (featuring Drake et Lil Wayne – Produit par D. Rich, Diplo et Wonder Arillo)                        |                                                  | 6:13  |
| 6.  | Used 2 (Produit par Mannie Fresh)                                                                           | Bust a Move de Young MC                          | 3:45  |
| 7.  | Netflix (featuring Fergie – Produit par Da Honorable C.N.O.T.E., Diplo et DJA)                              | Birthday Song de Chainz featuring Kanye West     | 3:55  |
| 8.  | Extra (featuring Rich Homie Quan – Produit par Wonder Arillo)                                               |                                                  | 4:47  |
| 9.  | U Da Realest (Produit par Christopher « Drumma Boy » Gholson)                                               |                                                  | 4:41  |
| 10. | Beautiful Pain (featuring Lloyd et Ma$e – Produit par Da Honorable C.N.O.T.E.)                              |                                                  | 4:50  |
| 11. | So We Can Live (featuring T-Pain – Produit par J.U.S.T.I.C.E. League, DJ Montay, Mr. Jonz et Wonder Arillo) |                                                  | 6:46  |
| 12. | Mainstream Ratchet (Produit par Big Korey et DJ Montay)                                                     |                                                  | 3:58  |
| 13. | Black Unicorn (featuring Chrisette Michele et Sunni Patterson – Produit par DJ Toomp)                       |                                                  | 4:45  |
| 14. | Outroduction (Produit par Streetrunner)                                                                     | Stop What You're Doing, Girl des The Younghearts | 5:00  |

| 15. | We Own It (Fast & Furious) (featuring Wiz Khalifa – Produit par The Futuristics) | 3:47 |

| 15. | Employee of the Month (Produit par Diplo et FKi)                              | 3:15 |
| 16. | Live and Learn (It Will) (featuring Dolla Boy et Pusha T – Produit par V Don) | 4:28 |
| 17. | Living (featuring Iamsu! – Produit par League of Starz)                       | 3:08 |